# Nelson Angelo Piquet
Nelson Angelo Piquet (Heidelberg, Njemačka, 25. srpnja 1985.), poznat i kao Nelson Piquet Junior ili Nelsinho Piquet, je brazilski bivši vozač Formule 1. Sin je trostrukog svjetskog prvaka Nelsona Piqueta, jednog od brazilskih F1 velikana. Godine 2005. i 2006. nastupao je u GP2 seriji te je pobijedio na utrci u Belgiji 2005., a 2006. zauzeo drugo mjesto u poretku vozača na kraju sezone. Godinu 2007. je odradio kao Renaultov službeni test-vozač, a 2008. je promaknut u redovnog vozača utrka pored bivšeg dvostrukog svjetskog prvaka Fernanda Alonsa.

## Mladost
Nelsinhovi roditelji su se razveli odmah nakon njegovog rođenja te je s majkom Sylviom koja je Nizozemka živio do svoje 8. godine života u kneževini Monako. Zbog majčine želje da bolje upozna oca i vlastite korijene seli se u Brazil k ocu Nelsonu, koji je u to vrijeme prestao s aktivnim utrkivanjem u Formuli 1. Nelsinho ima dvije sestre (Kelly i Julia) i četiri brata (Geraldo, Laszlo, Pedro i Marco).

## Karijera

#### Početci
Piquet je svoju karijeru započeo u Brazilu, vozeći karting utrke, gdje je ostao do 2001, kada prelazi Formula Three Sudamericana. Bogatstvo njegova oca, pomoglo mu je da se utrkuje pod njegovom momčadi, gdje je ostao sve do prelaska u GP2 Series. U toj sezoni 2001, natjecao se u nekoliko utrka, dok je u sezoni kasnije postao prvak sa, s 4 pobijede. Natjecao se je i u jednoj utrci, za momčad Brazilian Formula Renault.
U 2003, Piquet se seli u Veliku Britaniju, gdje se je pridružio organizaciji British Formula Three Championship, i novoj momčadi Piquet Sports. Na kraju sezone, završio je na trećem mjestu u ukupnom poretku vozača, sa šest pobijeda, pet pobijedničkih postolja i osam prvih startnih mjesta. A, nakon toga je slijedio test s momčadi Formule 1, Williams F1.
U 2004, Piquet je napredovao u istom tom natjecanju i osvojio je British Formula Three Championship, a time je postao najmlađi vozač tog natjecanja koji je osvojio prvenstvo, sa samo 19 godina i 2 mjeseca. A i dalje je testirao bolid Williamsa.
U 2005, Piquet je sudjelovao u A1 Grand Prixu, za momčad A1 Team Brazil, gdje osvajaju obje utrke na Sprintu i na Mainu, u prvom događaju sezone na Brands Hatchu, uz na najbrže krugove.
Uz to je također vozio za Minardi Piquet Sports, u GP2 Series, gdje osvajaju prvu utrku na Velikoj nagradi Belgije, i testirao je za momčad BAR-Honde.
U 2006, Piquet je završio na drugom mjestu u GP2 Series, iza Lewisa Hamiltona, u svojoj drugoj godini u GP2.

## Formula 1

#### 2007: Renault
Tijekom sezone 2007, bio je službeni test vozač i zamijena u momčadi Renault F1.

#### 2008: Renault
U sezoni 2008, je promaknut u prvog vozača Renaulta, gdje će voziti s dvostrukim svjetskim prvakom Fernandom Alonsom. Heikki Kovalainen je otišao u McLaren, jer ga je Alonso smatrao potencijalnim suparnikom.
Nelson Piquet je svoju prvu utrku na Velikoj nagradi Australije započeo na 21. mjestu, ali nije uspio završiti utrku jer se je već u prvom krugu sudario, no njegov bolid je odustao u 31. krugu zbog oštećenja. Isto se je dogodilo i njegovom ocu. Na Velikoj nagradi Malezije startao je s 13. pozicije, a utrku je završio na 11. mjestu. Na Velikoj nagradi Bahreina, započeo je na 14. mjestu, ali s problemom mjenjača nije uspio završiti utrku, a to je bilo njegovo drugo odustajanje. Piquet se je za utrku u Barceloni, na Velikoj nagradi Španjolske, kvalificirao na 10. mjesto, tada se je prvi puta uspio kvalificirati u završnu rundu kvalifikacija. Na njegovu žalost, utrku je već prekinuo u 7. krugu, kada se je sudario sa Sébastianom Bourdaisom, u pokušaju pretjecanja. Na Velikoj nagradi Turske, kvalificirao se je na 17. mjestu, a utrku je završio na dva mjesta bolje, točnije na 15. mjestu. Njegovi problemi su se još više povećali, na Velikoj nagradi Monaka, kada je po kišnim uvjetima nisu mogli doći do gripa, i na Velikoj nagradi Kanade kada je pokušao preći svog momčadskog kolegu Fernanda Alonsa, pa su mu otkazale kočnice u 42. krugu utrke.
Piquet je došao pod sve veći pritisak od momčadi Renaulta, radi slabih rezultata i pojavljivanja špekulacija o gubljenju svojeg vozačkog mjesta.
Renault nije napravi ništa, da mi opovrgao glasine o njemu i da bi mu malo digao samopouzdanje, tijekom Velike nagrade Turske.
Piquet je svoje prve bodove u F1, osvojio na Velikoj nagradi Francuske, kada je utrku završio na 7. mjestu, kada je u zadnjih nekoliko krugova, prošao pokraj dvostrukok svjetskoh prvaka Fernanda Alonsa. 
Na Velikoj nagradi Velike Britanije, je u jednom trenutku bio na 4. mjestu, ali na mokrim uvjetima nije se najbolje snašao i odustao je kao i još nekolicina vozača. Na utrci za Veliku nagradu Njemačke, Piquet je startao s razočaravajućeg 17. mjesta, a završio je na 2. mjestu uz to da je bio na 1. mjestu, nekoliko krugova prije kraja kada ga je Lewis Hamilton uspio prestići u dosta snažnijem McLarenu, ali je uspio završiti ispred Ferraria, BMW Saubera, momčadi koje se bore za naslov, a ovo 2. mjesto su mu omogućili izvrsni kolege u momčadi Renaulta. Taj rezultat mu je pomogao, da napravi dobre kvalifikacije na Velike nagrade Mađarske kada se je po drugi puta plasirao u završnu rundu kvalifikacija, a utrku će započeti na 10. mjestu.
Piquet je utrku odlično odvozio, a završio je na 6. mjestu, što mu je drugo najbolje mjesto u tri utrke koje je završio.

## Postignuća

### Sažetak karijere
| Godina      | Kategorija                         | Momčad                   | Utrke      | Prva startna mjesta | Pobjede    | Bodovi     | Poredak    |
| ----------- | ---------------------------------- | ------------------------ | ---------- | ------------------- | ---------- | ---------- | ---------- |
| 2001.       | Formula Three Sudamericana         | Minardi Piquet Sports    | 7          | 1                   | 1          | 77         | 5.         |
| 2002.       | Formula Three Sudamericana         | Minardi Piquet Sports    | 17         | 16                  | 13         | 296        | 1.         |
| 2003.       | British Formula Three Championship | Minardi Piquet Sports    | 23         | 8                   | 6          | 231        | 3.         |
| 2003.       | Macau Grand Prix                   | ?                        | 1          | 0                   | 0          | –          | 8.         |
| 2003.       | Ultimate Masters of Formula 3      | Minardi Piquet Sports    | 1          | 1                   | 0          | –          | 2.         |
| 2003.       | F3 Korean Superprix                | HiTech Racing            | 1          | 0                   | 0          | –          | 3.         |
| 2004.       | British Formula Three              | Minardi Piquet Sports    | 24         | 5                   | 6          | 282        | 1.         |
| 2004.       | European Formula Three Cup         | Minardi Piquet Sports    | 1          | 1                   | 0          | –          | 4.         |
| 2004.       | Macau Grand Prix                   | Minardi Piquet Sports    | 1          | 0                   | 0          | –          | 10.        |
| 2004.       | Ultimate Masters of Formula 3      | Minardi Piquet Sports    | 1          | 0                   | 0          | –          | 8.         |
| 2004.       | Bahrain F3 Superprix               | Minardi Piquet Sports    | 1          | 0                   | 0          | –          | NC         |
| 2004.       | Porsche Supercup                   | Porsche AG VIP Team      | 1          | 0                   | 0          | 0          | NC         |
| 2005.       | GP2 Series                         | Minardi Piquet Sports    | 22         | 0                   | 1          | 46         | 8.         |
| 2005./2006. | A1 Grand Prix                      | A1 Team Brazil           | 14         | 2                   | 2          | 71         | 6.         |
| 2006.       | GP2 Series                         | Minardi Piquet Sports    | 21         | 6                   | 4          | 102        | 2.         |
| 2006.       | Le Mans 24 Hours                   | Russian Age Racing (GT1) | 1          | 0                   | 0          | –          | 4.         |
| 2006.       | Mil Milhas Brasil                  | Cirtek Motorsport (GTP1) | 1          | 0                   | 1          | –          | 1.         |
| 2007.       | Formula 1                          | Renault                  | Test vozač | Test vozač          | Test vozač | Test vozač | Test vozač |
| 2008.       | Formula 1                          | Renault                  | 18         | 0                   | 0          | 19         | 12.        |

### Potpuni popis rezultata u GP2 Series
(legenda) Utrke označene debelim slovima označuju najbolju startnu poziciju) (Utrke u kosim slovima označuju najbrži krug utrke)
| Godina | Momčad               | 1.         | 2.        | 3.        | 4.        | 5.          | 6.         | 7.        | 8.          | 9.          | 10.         | 11.         | 12.       | 13.       | 14.         | 15.         | 16.       | 17.       | 18.       | 19.         | 20.       | 21.        | 22.         | 23.        | Poredak | Bodovi |
| ------ | -------------------- | ---------- | --------- | --------- | --------- | ----------- | ---------- | --------- | ----------- | ----------- | ----------- | ----------- | --------- | --------- | ----------- | ----------- | --------- | --------- | --------- | ----------- | --------- | ---------- | ----------- | ---------- | ------- | ------ |
| 2005   | HiTech/Piquet Racing | SMR FEA 14 | SMR SPR 6 | ESP FEA 5 | ESP SPR 2 | MON FEA 11  | EUR FEA 5  | EUR SPR 3 | FRA FEA Ret | FRA SPR DSQ | GBR FEA Ret | GBR SPR Ret | GER FEA 3 | GER SPR 8 | HUN FEA Ret | HUN SPR 10  | TUR FEA 4 | TUR SPR 6 | ITA FEA 3 | ITA SPR Ret | BEL FEA 1 | BEL SPR 14 | BHR FEA Ret | BHR SPR 15 | 8.      | 46     |
| 2006   | Piquet Sports        | VAL FEA 1  | VAL SPR 4 | SMR FEA 5 | SMR SPR 2 | EUR FEA Ret | EUR SPR 19 | ESP FEA 4 | ESP SPR 2   | MON FEA Ret | GBR FEA 4   | GBR SPR 5   | FRA FEA 4 | FRA SPR 2 | GER FEA 13  | GER SPR DNS | HUN FEA 1 | HUN SPR 1 | TUR FEA 1 | TUR SPR 5   | ITA FEA 2 | ITA SPR 6  |             |            | 2.      | 102    |

### Potpuni popis rezultata u Formuli 1
(legenda) Utrke označene debelim slovima označuju najbolju startnu poziciju) (Utrke u kosim slovima označuju najbrži krug utrke)
| Godina | Momčad  | 1.      | 2.     | 3.      | 4.      | 5.     | 6.      | 7.      | 8.    | 9.     | 10.   | 11.   | 12.    | 13.     | 14.    | 15.     | 16.   | 17.   | 18.     | Bodovi | Poredak |
| ------ | ------- | ------- | ------ | ------- | ------- | ------ | ------- | ------- | ----- | ------ | ----- | ----- | ------ | ------- | ------ | ------- | ----- | ----- | ------- | ------ | ------- |
| 2008.  | Renault | AUS Ret | MAL 11 | BHR Ret | ŠPA Ret | TUR 15 | MON Ret | KAN Ret | FRA 7 | VB Ret | NJE 2 | MAĐ 6 | EUR 11 | BEL Ret | ITA 10 | SIN Ret | JAP 4 | KIN 8 | BRA Ret | 19     | 12.     |
| 2009.  | Renault | AUS     | MAL    | KIN     | BHR     | ŠPA    | MON     | TUR     | VB    | NJE    | MAĐ   | EUR   | BEL    | ITA     | SIN    | JAP     | BRA   | ABU   |         |        |         |

## Vanjske poveznice
- Nelsinho Piquet - službena stranica  Arhivirana inačica izvorne stranice od 16. svibnja 2008. (Wayback Machine)
- Official Fan Club Nelson Piquet  Arhivirana inačica izvorne stranice od 13. svibnja 2019. (Wayback Machine)
- Pregled karijere